# Häxan Surtant
Häxan Surtant är en fiktiv figur spelad av Katrin Sundberg  som för första gången dök upp som inslag i SVT:s Jullovsmorgon 2004–2005 (6 avsnitt). Den andra gången skedde i programmet "Aktiebolaget Häxan Surtant" som sändes i SVT:s Jullovsmorgon nästföljande år, 2006–2007 (15 avsnitt). För manus och regi svarar Carl Englén. Berättaren ("Pratgubben") för dessa serier är Sven Björklund. Den 28 augusti 2009 vann Häxan Surtant Tv-priset Kristallen i kategorin årets barnprogram.

## Figuren Häxan Surtant
Häxan Surtant, världens suraste, argaste och elakaste häxa, är huvudpersonen i de fyra TV-serierna Häxan Surtant, Aktiebolaget Häxan Surtant, Häxan Surtant och den fruktansvärda fritiden och Häxan Surtant och landet Häxania.

### Häxan Surtant
I första serien går hon upp på morgonen och när hon går ut ur sin lägenhet, stoppar hon sin prins till granne som ska gå till dagis och frågar vad han ska göra på dagis, till exempel spela fotboll. Då går Häxan och gör samma sak som prinsen, men det blir inte som hon planerat och då trollar hon bort allting om det som hon ville göra. När prinsen kommer hem från dagis, tittar han och hans storasyster prinsessan på TV-programmet Sagonytt, där de säger att någon har trollat bort någonting och då vet de båda att Häxan ligger bakom detta och säger åt henne att trolla tillbaka det och leka med dem för att veta att det är kul. När hon sedan är i sin egen lägenhet och tjuvlyssnar på prinsen och prinsessan, hör hon att de säger att Häxan ska bli kallad för fisrumpa för att hon inte är snäll när man är snäll mot henne och då blir hon galen.

### Aktiebolaget Häxan Surtant
Häxan Surtant har ingenting att göra och då startar hon ett eget företag som heter Aktiebolaget Häxan Surtant, där hon jobbar för sig själv och är vd. Varje morgon låser hon upp dörren till butiken, vänder på skylten så att det står "Öppet" istället för "Stängt", räknar växelkassan i kassaapparaten och pyntar skyltfönstret och ställer sig sedan vid kassan och hoppas att det inte ska komma någon kund, men det kommer alltid någon och det är Trollet Tryggve, Sveriges snällaste sagofigur. När Häxan ska göra något som Trollet vill, så misslyckas hon och trollar bort allt som har med det att göra. Då kommer Sagonytts  reporter Älvan Ellen och säger att Häxan ska trolla tillbaka det om hon vill kunna vara elak. När Häxan väl har gjort det, sticker hon iväg någon annanstans och tvingar den personen att göra det som Häxan ska göra, så blir allt klart och när hon kommer tillbaka till sin butik, kommer Trollet Tryggve tillbaka för att betala och Häxan säger att det kostar 12.000 kronor.

## Rollista
- Katrin Sundberg - Häxan Surtant
- Birgitta Andersson - Halvgalna Häxmamman Harriet
- Torbjörn Harr - Trollet Tryggve
- Gertie Hede - Trollmor
- Safa Safiyari - Programledartrollet
- Nora Shtieba - Älvan Ellen
- Mats Ågren - Rosenrasande Riddaren Ragnar
- Kajsa Reingardt - Fisförnäma Fén Felicia
- Nina Sosunoff - Dansanta Drakdödaren Desiré
- Anna Blomberg - Misstänksamma Monstret Margit
- Micke Wranell - Nyvakne Narren Nisse
- Åke Lundqvist - Gråtmilda Gråvätten Greger
- Sten Ericson - Gunnar
- Said Chabane - Ali Baba